# Резолюция 127 на Съвета за сигурност на ООН
Резолюция 127 на Съвета за сигурност на ООН е приета единодушно на 22 януари 1958 г. по повод конфликта в Палестина.
Като отчита разискванията, проведени в Съвета на 6 септември 1957 г. по повод жалбата на Хашемидското кралство Йордания срещу действията на Израел в зоната между демаркационните линии, установени с Общото споразумение за примирие между Йордания и Израел, и като взема предвид доклада за тази зона, представен от изпълняващия длъжността началник-щаб на Организацията на ООН за примирието в Палестина, Съветът за сигурност отбелязва, че статутът на зоната между демаркационните линии е определен съгласно постановленията на Общото споразумение за примирие и нито Израел, нито Йордания се ползват със суверенитет над която и да е част от тази зона.
Ръководен от желанието си да намали напрежението, Съветът за сигурност поръчва на начални-щаба на Организацията на ООН за примирието да регулира дейностите в зоната съгласно реда, установен от Общото споразумение за примирие между Израел и Йордания, така че Израел да не се разпорежда с имуществото на арабите, а арабите да не могат да се ползват с еврейската собственост. За тази цел от началник-щаба се изисква да направи опис на имуществото в зоната с цел да се изяснят имуществените права там.
Освен това резолюцията приема предложението на начални-щаба страните да обсъдят чрез посредничеството на Смесената комисия по примирието всички дейности от граждански характер в зоната между демаркационните линии, като тези дейности трябва да бъдат преустановени до момента, в който страните достигнат до общо споразумение по въпроса.
В последната си част Резолюция 127 призовава страните по Общото споразумение за примирие между Йордания и Израел да се придържат към постановленията на споразумението да не допускат никакви въоръжени сили да прекосяват установените демаркационни линии, както и да премахнат или да унищожат цялото си военно оборудване, разположено в зоната между демаркационните линии.